# Vergato
Vergato ist eine italienische Gemeinde (comune) mit 7645 Einwohnern (Stand 31. Dezember 2023) in der Metropolitanstadt Bologna, Region Emilia-Romagna.

## Geografie
Der Hauptort liegt in den Niederungen des Reno-Tals auf 193 m s.l.m. im toskanisch-emilianischen Apennin an der Grenze zur nahe stehenden Po-Ebene.

## Geschichte
Die Herrscher vom Frignano regierten im Gebiet um Vergato bis ungefähr 1000. Mit dem Tod vom Mathilde von Tuszien wurde das Gebiet zugunsten der Gemeinde Bologna abgetreten.
Nach vielen Wechselfällen wurde Vergato schrittweise zum bedeutendsten Hauptort in der Gegend. Es war Anfang des 15. Jahrhunderts der Sitz vom Capitanato della Montagna (einem Verwaltungsbezirk in der Umgebung von Bologna, von der die ganze bergige Landschaft um Bologna abhängig war). Der damalige Regierungspalast ist heute ins Rathaus umgebaut worden.

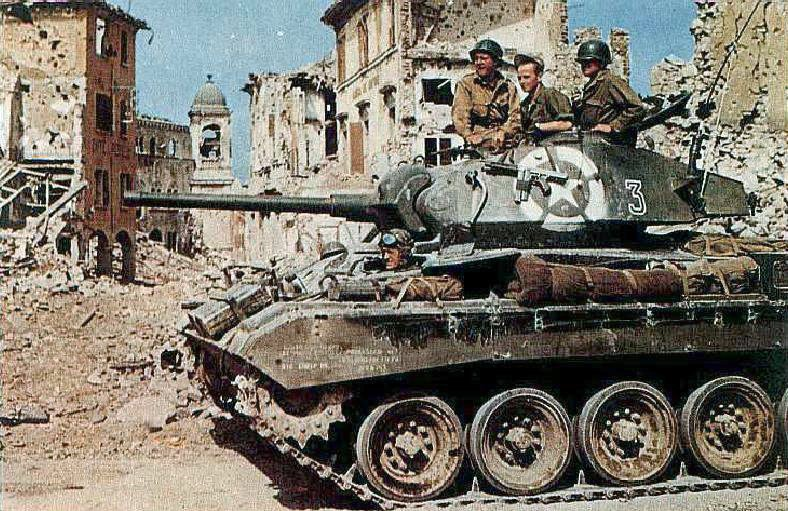
US-Panzer im zerstörten Vergato im April 1945

Im September 1943 besetzten Wehrmacht-Truppen große Teile Italiens und Mussolini wurde zum Staatschef des Marionettenstaates Italienische Sozialrepublik. Vielerorts (auch in Vergato und im toskanisch-emilianischen Apennin) leisteten Menschen Widerstand gegen die Besatzer (→ Resistenza). Die Besatzer begingen zur Abschreckung und als Rache Repressalien. Ende September 1944 töteten Wehrmacht-Soldaten beim Massaker von Marzabotto über 770 Zivilisten, vor allem alte Männer, Frauen und Kinder. 
Im Oktober 1944 räumten sie Vergato und formierten die Gotenstellung. Während der alliierten Frühjahrsoffensive 1945 entbrannte im April 1945 ein heftiger Häuserkampf um den Ort; dabei wurde ein Großteil der historischen Bausubstanz Vergatos zerstört.
2002 wurde die Gemeinde Vergato für die im Zweiten Weltkrieg erbrachten Opfer von Staatspräsident Carlo Azeglio Ciampi mit der Goldmedaille für zivile Verdienste ausgezeichnet.

## Verwaltungsgliederung
Zur Gemeinde Vergato gehören neben dem Hauptort Vergato mit dem Gemeindesitz die sieben Fraktionen: Calvenzano, Castelnuovo, Pieve Roffeno, Prunarolo, Riola, Susano und Tolè Cereglio.

## Ortschaften und Sehenswürdigkeiten
Viele der Ortschaften und der Weiler im Gebiet sind von der Geschichte und der Kultur her bedeutend. Unter denen ist Calvenzano nennenswert, ein altes Dorf, das schon im Jahre 1000 existierte und insbesondere dessen Kirche von Madonna del Bosco (Unsere liebe Frau im Walde). Eine andere bedeutende Ortschaft ist Sanguineta.
Pieve di Roffeno, heute ein kleiner abgelegener und nicht so gut erschlossener Weiler, spielte im Mittelalter wegen seiner Kirche eine recht bedeutende Rolle. Die Pfarrkirche, aus dem Jahre 1155, ist eine der interessantesten des Apennins. Die Apsis und Teile der Begrenzungsmauern gehören dem ursprünglichen romanischen Bau.
Sehenswert sind Casa Berti in Prunarolo mit ihrem Turm vom 16. Jahrhundert; die Kirche von Santa Maria Assunta in der Fraktion Riola, die vom bekannten finnischen Architekt Alvar Aalto entworfen wurde, die mittelalterlichen Festungen von Costonzo und Monzone (8.–14. Jahrhundert) bei Montecavalloro; die Casa Laffi in Tolè, einem Gebäude vom 16. Jahrhundert mit Turm für den Taubenfang und La Torre (Der Turm), ein alter Verwaltungspalast, der zum 14. bis 15. Jahrhundert zurückzuführen ist.

## Verkehr
Vergato besitzt einen Bahnhof an der Bahnstrecke Pistoia–Bologna. Durch das Gemeindegebiet führt die Strada Statale 64 Porrettana, die Pistoia mit Ferrara verbindet.

## Persönlichkeiten
- Alfonso Calzolari (1887–1983), Radrennfahrer
- Mario Minieri (1938–2022), Radrennfahrer

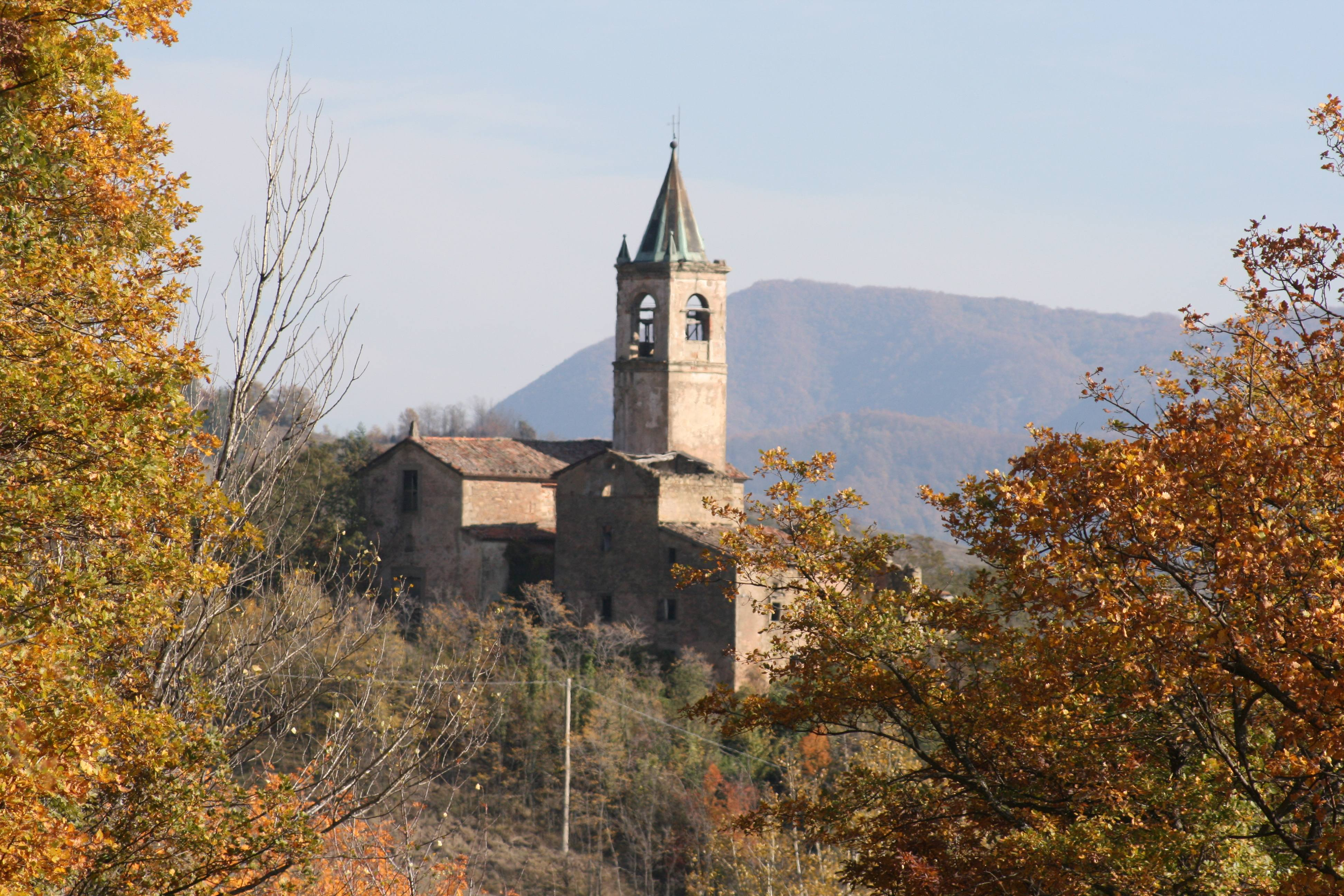
Verlassene Kirche San Giorgio in Montecavalloro
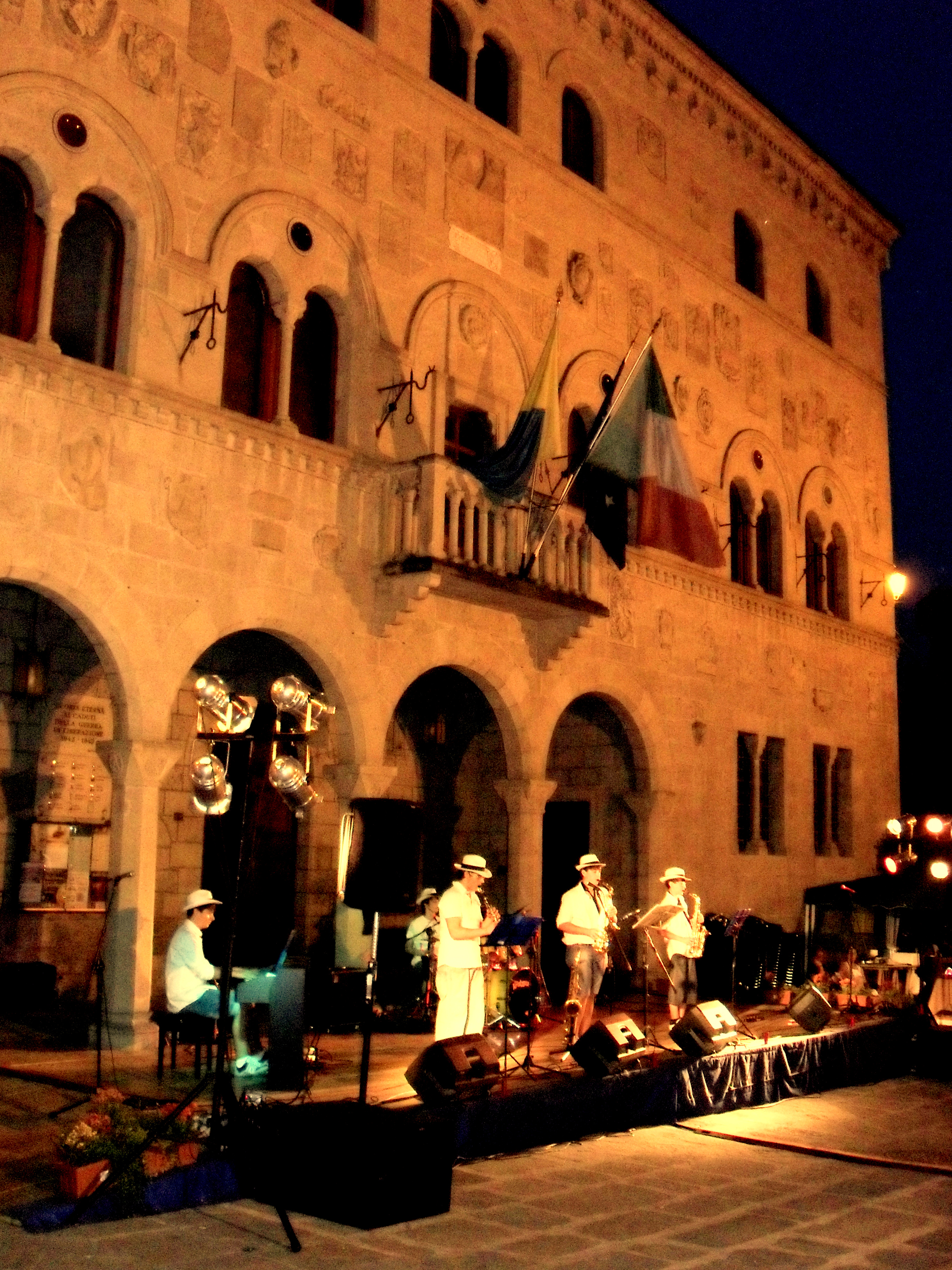
Veranstaltung vor dem Palazzo dei Capitani
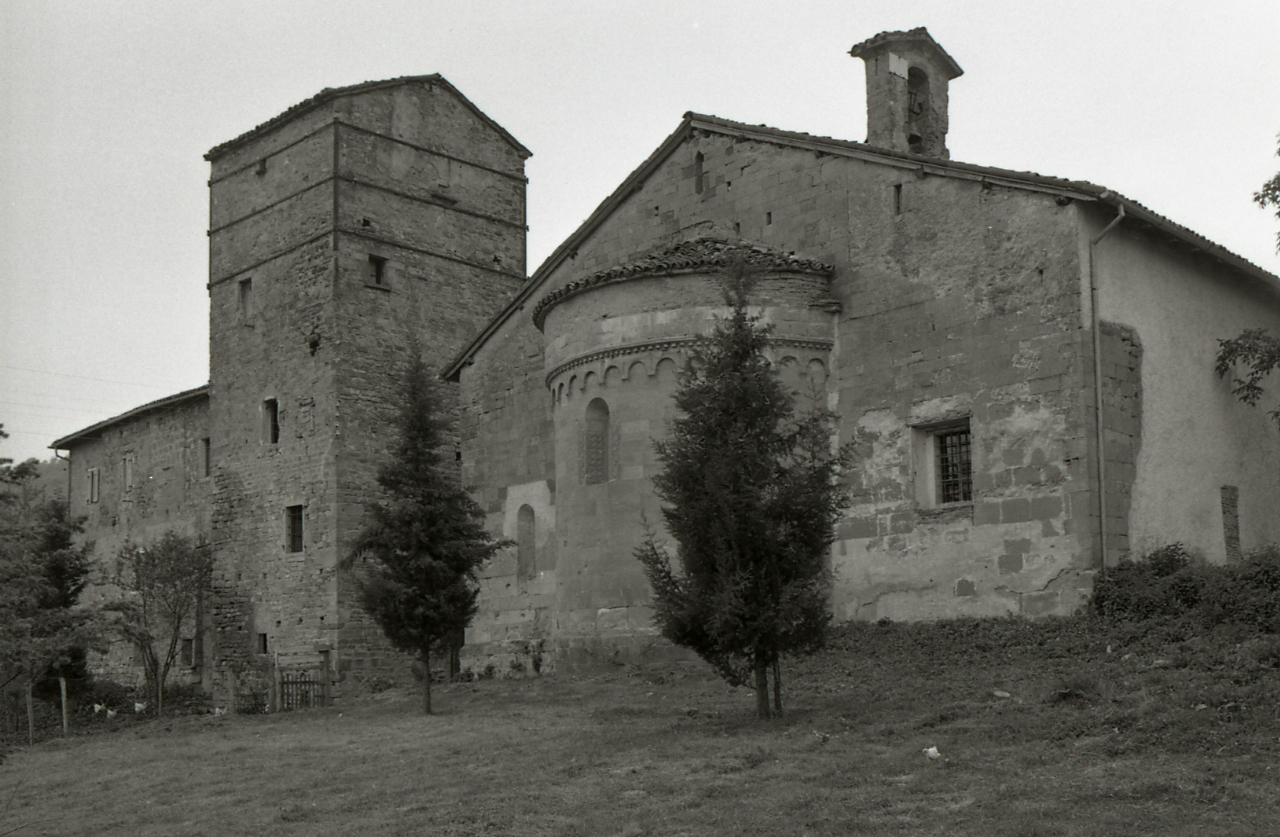
Romanische Pieve in San Pietro a Roffeno (Foto von Paolo Monti)